# Telesur (televisiezender)

Landen die teleSUR financieren.

Telesur is een pan-Latijns-Amerikaanse televisiezender. Op 24 juli 2005 vond in Caracas (Venezuela) de lancering plaats van het nieuwe televisiestation, met het uitzenden van een concert van populaire Mexicaanse, Puerto Ricaanse en Venezolaanse groepen. De datum 24 juli was gekozen omdat op die dag in 1783 de vrijheidsstrijder Simón Bolívar geboren werd. Op 24 juli 2014 werd de Engelstalige versie van Telesur gelanceerd.

## Structuur
Telesur is een initiatief van de voormalige Venezolaanse president Hugo Chávez en is bedoeld uit te groeien tot tegenwicht voor commerciële nieuwsnetwerken, zoals CNN, Español en Univisión. De zender is bovendien bedoeld om de Latijns-Amerikaanse integratie te bevorderen. TeleSUR wordt voor 10 miljoen dollar gefinancierd door de participerende landen die het station gezamenlijk bezitten: Venezuela (51%), (tot 2016) Argentinië (20%), Cuba (19%) en Uruguay (10%), andere landen kunnen op een later tijdstip ook participeren. Op 6 april 2006 is Bolivia's president Evo Morales akkoord gegaan om een aandeel van 5% in teleSUR te nemen. Ook Brazilië helpt mee in het project.
Het adviesorgaan van Telesur is samengesteld uit vele internationale en regionale linkse intellectuelen, Nobelprijswinnaar Adolfo Pérez Esquivel, de dichter Ernesto Cardenal, en de schrijvers Eduardo Galeano, Tariq Ali (politiek activist, regisseur en auteur afkomstig uit Pakistan), Manuel Cabieses (Chileens journalist), en Saul Landau, hoofdredacteur van Le Monde diplomatique en historicus Ignacio Ramonet, freesoftwarepionier Richard Stallman en acteur Danny Glover.
Telesurs huidige president is Andrés Izarra, die kort Venezolaans minister van Communicatie en Informatie is geweest. Izarra heeft bovendien als journalist gewerkt voor NBC, CNN, Español en Radio Caracas Television, een commercieel Venezolaans station.
Het station belooft om een alternatief te zijn voor de grote nieuwszenders als CNN, en heeft de slogan "News from the South". Telesur is in vijftien landen op ten minste 53 kabelnetwerken te ontvangen, en er zijn bovendien vijf gratis tv-stations.

## Programmering
Het belangrijkste programma van teleSUR is "Noticias del Sur" (nieuws uit het zuiden) en wordt gefinancierd door het Venezolaanse Ministerie voor de Economie van het volk en door PDVSA.
Andere programma’s zijn:
- Noticias desde el Sur: (Vanuit Caracas, met tien correspondenten en vijfendertig medewerkers uit landen uit de regio).
- Mesa Redonda Internacional: (Rondetafelgesprek, international en Latijns-Amerikaans politiek debat)
- Resumen Aló presidente: (Samenvatting van het elke zondag uitgezonden middagvullende programma van Hugo Chávez Aló presidente).
- Agenda del Sur: (Tv-tijdschrift, waar thema’s zoals cultuur en Latijns-Amerikaanse politiek worden behandeld).
- Memorias del Fuego: (Documentaires over de recente Latijns-Amerikaanse geschiedenis)
- Maestra vida: (Biografieën over Latijns-Amerikaanse persoonlijkheden.)
- America Tierra Nuestra: (Zuid-)Amerika ons Land, documentaires over de culturen van Latijns-Amerikaanse volkeren
- Cine Latinoamericano: (Latijns-Amerikaanse cinema)

Telesur zendt in plaats van commercials, ideële reclame en muzikale onderbrekingen uit. Het kanaal heeft 160 medewerkers en correspondenten in o.a. Argentinië, Brazilië, Bolivia, Colombia, Cuba, Haïti, Mexico, Uruguay en de Verenigde Staten.

## Reactie VS
Volksvertegenwoordigers in het Amerikaanse Huis van Afgevaardigden reageerde op dit initiatief, op 28 juli 2005 werd er een motie ingediend om "op te roepen tot beleid ter bescherming van onafhankelijke media in Venezuela".